# Song Ah Sim
Song Ah Sim (chinesisch 桑亞嬋; Pinyin Sōng ÁhSím; * 17. August 1981 in Hebei) ist eine Tischtennisspielerin aus Hongkong chinesischer Herkunft. Sie vertrat ihr Land zweimal bei den Olympischen Spielen.

## Karriere
Die Hongkong-Chinesin vertrat ihr Land bei etlichen internationalen Turnieren und Wettbewerben. Im Jahr 2005 wurde sie mit der Mannschaft Asienmeisterin und gewann 2004 Bronze im Doppel bei den Pro Tour Grand Finals zusammen mit Tie Yana.
Außerdem wurde sie mit dem Team 2004 Vize-Weltmeisterin. Sie konnte sich zweimal für die Olympischen Spiele qualifizieren, nämlich 2000 und 2004. Ein nennenswerter Erfolg war dabei das Erreichen des Viertelfinales im Doppel – ebenfalls mit Tie Yana. Insgesamt nahm sie an sieben Weltmeisterschaften teil.

## Turnierergebnisse
Quelle:
| Verband | Veranstaltung         | Jahr | Ort            | Land | Einzel       | Doppel        | Mixed     | Team          |
| ------- | --------------------- | ---- | -------------- | ---- | ------------ | ------------- | --------- | ------------- |
| HKG     | Olympische Spiele     | 2000 | Sydney         | AUS  | Qual.        | Qual.         |           |               |
| HKG     | Olympische Spiele     | 2004 | Athen          | GRE  | keine Teiln. | Viertelfinale |           |               |
| HKG     | Pro Tour Grand Finals | 1997 | Hongkong       | HKG  | keine Teiln. | Viertelfinale |           |               |
| HKG     | Pro Tour Grand Finals | 2003 | Guangzhou      | CHN  | letzte 16    | Viertelfinale |           |               |
| HKG     | Pro Tour Grand Finals | 2004 | Peking         | CHN  | letzte 16    | Bronze        |           |               |
| HKG     | Asienmeisterschaft    | 2005 | Jeju-do        | KOR  |              |               |           | Gold          |
| HKG     | Weltmeisterschaft     | 1997 | Manchester     | ENG  | letzte 64    | letzte 64     | letzte 64 | 5.-9. Platz   |
| HKG     | Weltmeisterschaft     | 1999 | Eindhoven      | NED  | letzte 128   | letzte 64     | letzte 32 |               |
| HKG     | Weltmeisterschaft     | 2000 | Kuala Lumpur   | MAS  |              |               |           | 5.-9. Platz   |
| HKG     | Weltmeisterschaft     | 2001 | Osaka          | JPN  | letzte 64    | letzte 32     | letzte 64 | 10.-16. Platz |
| HKG     | Weltmeisterschaft     | 2003 | Paris          | FRA  | letzte 64    | letzte 16     | letzte 16 |               |
| HKG     | Weltmeisterschaft     | 2004 | Doha           | QAT  |              |               |           | Silber        |
| HKG     | Weltmeisterschaft     | 2005 | Shanghai       | CHN  | letzte 16    | Viertelfinale | letzte 16 |               |
| HKG     | Pro Tour              | 2004 | Incheon        | KOR  | letzte 16    | letzte 16     |           |               |
| HKG     | Pro Tour              | 2004 | St. Petersburg | RUS  |              | Gold          |           |               |